# Christian Vander (Musiker)
Christian Vander (* 21. Februar 1948 in Nogent-sur-Marne, Département Val-de-Marne) ist ein französischer Schlagzeuger, Pianist, Komponist und Sänger und vor allem wegen seiner Band Magma bekannt. Weiterhin tritt er auch als Solist oder mit seinem Christian Vander Trio im Musikgenre Jazz auf.

## Leben
Vander wurde 1948 als Sohn polnisch-baltischer Eltern geboren. Sein Vater war Zigeuner und Violinist mit krimineller Laufbahn und seine drogenabhängige Mutter war ebenfalls Musikerin. Er wuchs als Adoptivsohn des französischen Jazz-Pianisten Maurice Vander heran, der unter anderen auch für Claude Nougaro spielte. Neben den musikalischen Einflüssen seiner Eltern und Stiefeltern wurde Vanders musikalische Entwicklung vor allem durch häufige Besuche internationaler, renommierter Musiker in den Elternhäusern geprägt. Bereits im Alter von vier Jahren begleitete der seine Eltern und seinen Stiefvater zu Auftritten in Pariser Jazzclubs, wie den Club Saint-Germain. Er war von Anfang der 1970er bis in die 1980er Jahre mit der am 12. Dezember 1950 geborenen Sängerin und Musikerin Stella Zelcer verheiratet, die eine tragende Rolle in Vanders Bandprojekten innehat. Aus der Ehe ging die gemeinsame Tochter Julie hervor, die ebenfalls bei vielen Musikprojekten ihres Vaters aktiv ist.

## Werdegang
Bereits im Kindesalter traf Vander auf weltbekannte Jazzgrößen wie Art Blakey, Elvin Jones, Bobby Jaspar oder Kenny Clarke, die bedingt durch Auftritte seiner Mutter in ihrem Zuhause ein- und ausgingen. Chet Baker schließlich schenkte dem 13-jährigen Vander sein erstes Schlagzeug. Er beschäftigte sich mit Otis Redding, Bach, Richard Wagner, Carl Orff und Igor Strawinski. 1964 gründete er die Wurdalaks, dann schloss er sich Bernard Paganottis Gruppe Chinese an, wo er erste eigene Kompositionen schrieb. Sein größtes musikalisches Vorbild jedoch ist John Coltrane, dem er eine geradezu spirituelle Verehrung entgegenbringt und dem er 2011 sein Album John Coltrane l'Homme Suprême widmete. Der Tod Coltranes 1967 stürzte Vander in ein tiefes seelisches Trauma, er sah seinen Lebenssinn verloren und trug sich mit Suizidgedanken. Um sich von diesen Gedanken zu befreien, ging er nach Italien, wo er sich als Jazzmusiker betätigte, bis er sich wieder gefangen hatte. In Frankreich zurück spielte er zusammen mit Mal Waldron, Chick Corea oder Dave Holland. 1969 schließlich gründeten er und Laurent Thibault Magma, sein bekanntestes Projekt. 1974 wirkte er bei Khan Jamals Album Give the Vibes Some mit; 1979 gründete er das Alien Quartet, aus dem das Christian Vander Trio hervorging. 1981 spielte er mit Didier Lockwood, Jannick Top und Benoît Widemann das Album Fusion ein. Ab 1983 trat er mit der Gruppe Offering auf, mit der er zwei Doppelalben einspielte. Von 1992 bis 1995 leitete er die Gruppe Les Voix de Magma. 1994 schufen Vander und Simon Goubert die Band Welcome, die aus 2 Schlagzeugern, 2 Bassspielern, 2 Saxofonisten und einem Pianisten bestand. Seit 1996 tourt Vander wieder mit Magma in wechselnden Besetzungen.
Seit der Reaktivierung der Band 1996 ist Vander regelmäßig mit Magma auf Tour.

## Stil

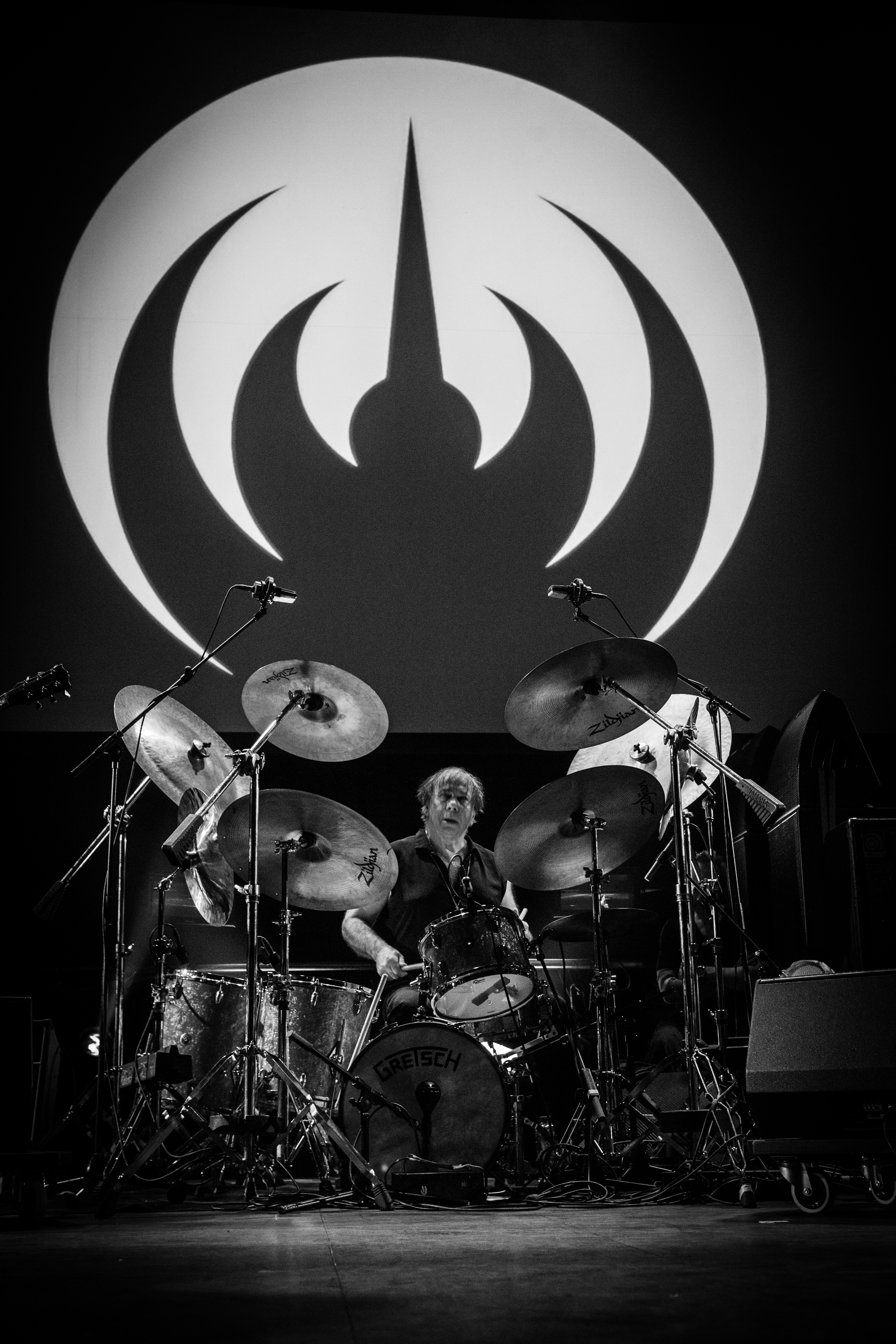
Christian Vander bei einem Auftritt von Magma 2017

Er ist für sein virtuoses Schlagzeugspiel ebenso bekannt wie für seinen Gesang und sein Klavierspiel. Er erreichte in der Liste der 100 größten Schlagzeuger aller Zeiten des Magazins Rolling Stone Platz 100. Als Komponist wurde er von Rock, Jazz, Klassik und der Oper beeinflusst. Vanders Musik kann man grob als Progressive Rock bezeichnen, aber sein Stil ist so einzigartig, dass er damit ein eigenes Genre, den Zeuhl, erschaffen hat. Zusammen mit Klaus Blasquiz kreierte Vander die Kunstsprache Kobaïanisch, die beiden größere künstlerische Ausdrucksmöglichkeiten bot als die französische oder englische Sprache. Bei Magma tritt Vander häufig unter seinem Pseudonym Zebëhn Straïn dë Ğeuštaah (etwa Aussprache ['zebɛn ʃtrain dɛ 'gœʃta]) auf. Der kobaïanische Begriff Zeuhl bedeutet „himmlisch“ und ist die Abkürzung für zeuhl wortz, himmlische Musik.

## Instrumente
Anfangs spielte Vander auf einem Schlagzeug der Marke Hollywood das er wegen mangelnder Leistung bald wieder verkaufte. 1970 erhielt er ein Maßgefertigtes Schlagzeug des französischen Herstellers ASBA mit Kesseln aus Metall und Nautilus-Verzierungen. Das Drumset hatte eine kleine Basstrommel mit nur 45 cm Durchmesser, deren Klang für Vandes Schlagzeugspiel charakteristisch werden sollte. Technische Probleme, wie Resonanzen der Metallkessel und mangelnde Klangpräzision veranlassten ihn das Schlagzeug 1973 wieder abzugeben. Von Elvin Jones kaufte Vander ein Gretsch-Drumset, deren Schlagzeuge er seither spielt. Üblicherweise bestehen seine Schlagzeuge aus einer 47 cm Basstrommel, zwei Alt- und zwei Basstomtoms, sowie einer kleinen Trommel, mit Fellen von Evans. Er verwendet elf Zildjian-Becken, darunter zwei K-Modelle, sowie 35 und 38 cm Charlston Becken und Rimshot-Drumsticks.

## Diskografie
Auswahl der Soloprojekte.
- 1972: Christian Vander et les trois Jeff
- 1973: Fiesta in Drums (mit Frank Raholison)
- 1974: Tristan et Iseult (Soundtrack zu Yvan Lagranges Tristan et Iseult (1972))
- 1988: To Love
- 1990: Jour après Jour (Christian Vander Trio)
- 1993: 65! (Christian Vander Trio)
- 1993: Les Voyages de Christophe Colomb
- 1995: À Tous les Enfants
- 1995: Welcome
- 1999: Au Sunset (Christian Vander Quartet)
- 2000: Korusz
- 2002: Les Cygnes et les Corbeaux
- 2011: John Coltrane l'Homme Suprême

## Filmografie
- 1988: Un Homme… Une Batterie[7][8]